# 镰刀龙下目
镰刀龙下目（学名：Therizinosauria，曾被称为慢龙下目）是一类小型到大型兽脚类恐龙，成员主要为植食动物，化石在亚洲和北美的早至晚白垩世沉积物中发现，前肢、颅骨和骨盆存在各种手盗龙类特征。模式属镰刀龙（Therizinosaurus）的学名取自希腊语／therízō（意为“收割”，但命名者意在取“镰刀”之意）和／saûros（意为“蜥蜴”）。更早期的代表性成员慢龙（Segnosaurus）学名取自拉丁语（意为“缓慢的”）和希腊语。